# Seance
Seance foi uma banda de death metal da Suécia.

## Integrantes
- Johan Larsson - vocal e baixo (1990 - 1995)
- Tony Kampner (Toxine) - guitarra (1990-1998)
- Rille (Richard Corpse) - guitarra (1995-1998)
- Micke (Mique) - bateria (1990-1998)
- Bino Carlsson - baixo (1990 - 1995)
- Patrick Jensen - guitarra

## Discografia
- Levitised Spirit (Demo, 1991)
- Fornever Laid to Rest (1992)
- Saltrubbed Eyes (1993)[1]
- Awakening of the Gods (2009)[3]